# Birklinger Straße 13 (Castell)

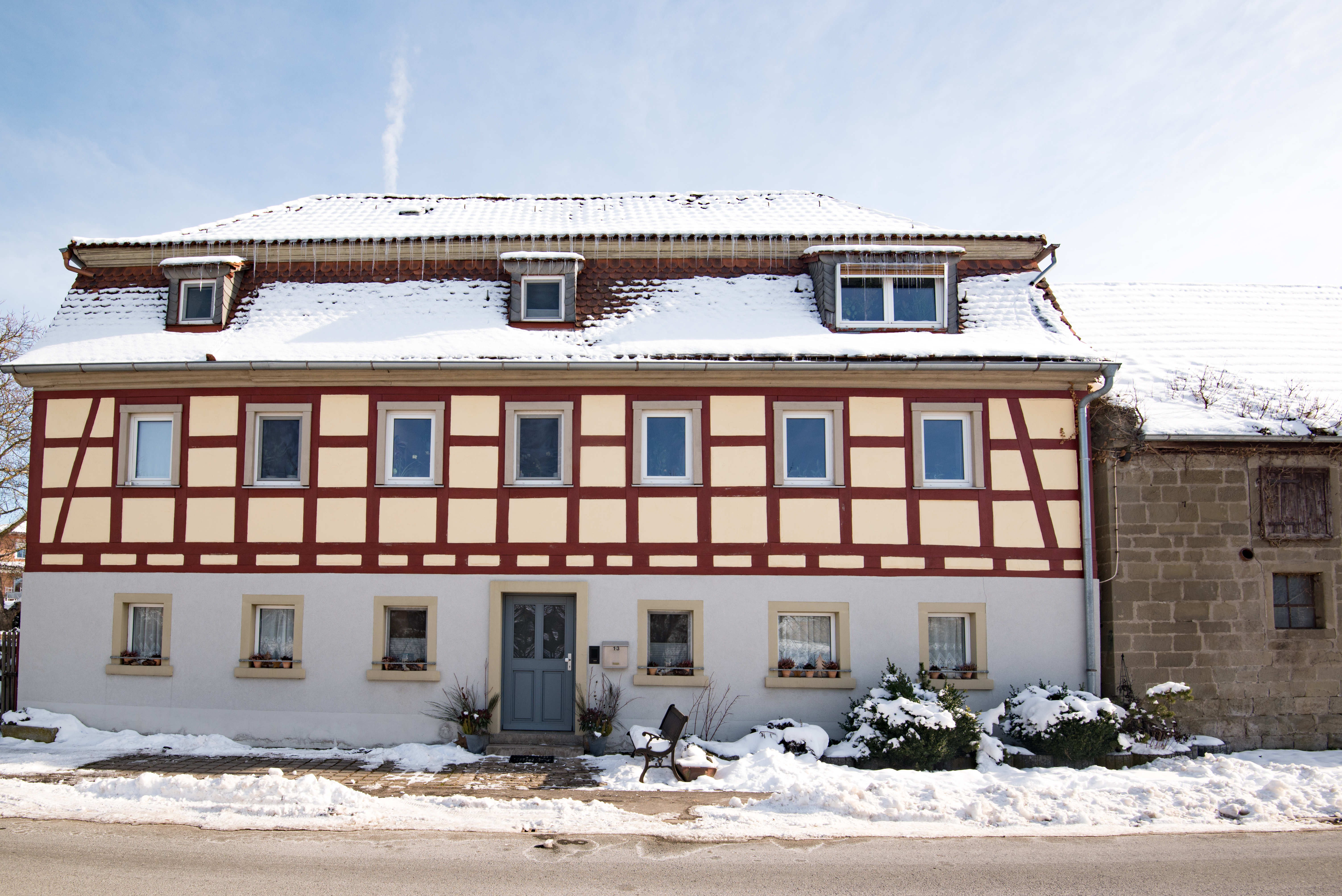
Haus Birklinger Straße 13

Das Haus Birklinger Straße 13 (früher Hausnummer 83) ist ein denkmalgeschütztes Gebäude in Castell im unterfränkischen Landkreis Kitzingen. Im Haus war im 18. Jahrhundert die Erziehungs- und Studienanstalt als weiterführende Schule untergebracht. 

## Geschichte
Das Grundstück im Westen des Casteller Altortes war bis im ausgehenden 18. Jahrhundert nicht bebaut. Zwischen 1794 und 1797 errichtete der Rat Cunradi, der den Grafen zu Castell diente, ein Wohnhaus. Daneben errichtete Cunradi eine Gipshütte mit Ofen, die für die Gipsverarbeitung genutzt wurde. Bereits 1797 erwarb die Herrschaft das Haus. Graf Albrecht Friedrich Carl zu Castell-Remlingen und Christian Friedrich zu Castell-Rüdenhausen ließen in den Räumlichkeiten eine Erziehungs- und Studienanstalt für ihre eigenen Kinder einrichten, die allerdings auch den Kindern von Untertanen offenstand.
Die Idee zur Einrichtung einer solchen landeseigenen Studienanstalt ging wohl auf den Schulpädagogen Heinrich Stephani zurück. Stephani plante im Institut junge Leute auf die Universität vorzubereiten und gleichzeitig auch Volksschullehrer für die Grafschaft auszubilden. Am 1. November 1797 begann der Unterricht unter der Leitung des Hofpredigers Joseph August Sucro. Die Gipsbrennerei wurde noch im Jahr 1797 aufgegeben und die Baulichkeiten in ein Waschhaus für die Studenten umgewandelt.
Das Studieninstitut bestand allerdings aufgrund der politischen Situation nur wenige Jahre. Mit der Mediatisierung zu Beginn des 19. Jahrhunderts wurde die Grafschaft Castell aufgelöst, die Grafen konnten sich als Standesherren im Königreich Bayern noch einige Rechte bewahren. 1816 wurde die Erziehungsanstalt aufgehoben und das Wohnhaus fortan als Behausung für herrschaftliche Beamte genutzt, unter anderem lebten hier die gräflichen Leibärzte mit ihren Familien. Da zeitweise hier auch der Revierförster der Grafen wohnte, entstand die Bezeichnung Forsthaus für den Bau.
Im Jahr 1871 tauschte die Standesherrschaft das Haus mit einem Gebäude im Altort, um am heutigen Parkweg (damalige Adresse Nr. 10) die Erweiterung des Schlossparks realisieren zu können. In der Folge lebten hier bis 1893 der Ökonom Ludwig Zimmermann und seine Frau Elise. 1893 zog der Schwiegersohn Christoph Scheller in das Haus ein. Da Scheller als Bauer tätig war, nahm er eine Vergrößerung der Wirtschaftsgebäude in Angriff, die 1901 realisiert wurde. 1957 wurde vom Sohn Ludwig Scheller das zuvor von einer Putzschicht verdeckte Fachwerk des Hauses freigelegt.
Die Familie Scheller betrieb bis 1973 im Haus ihre Landwirtschaft. Im Jahr 1979 entstand im Garten des Altbaus ein neues Haus. In der Folge wurde das Haus selbst vermietet. Zeitweise war in den Räumlichkeiten eine Getränkemarkt untergebracht. Auf dem Grundstück befinden sich heute mehrere Bauten. Ab dem Jahr 1999 wurde ein weiteres Wohnhaus auf dem Grundstück errichtet. Das Bayerische Landesamt für Denkmalpflege ordnet das Haus in der Birklinger Straße als Baudenkmal ein.

## Beschreibung

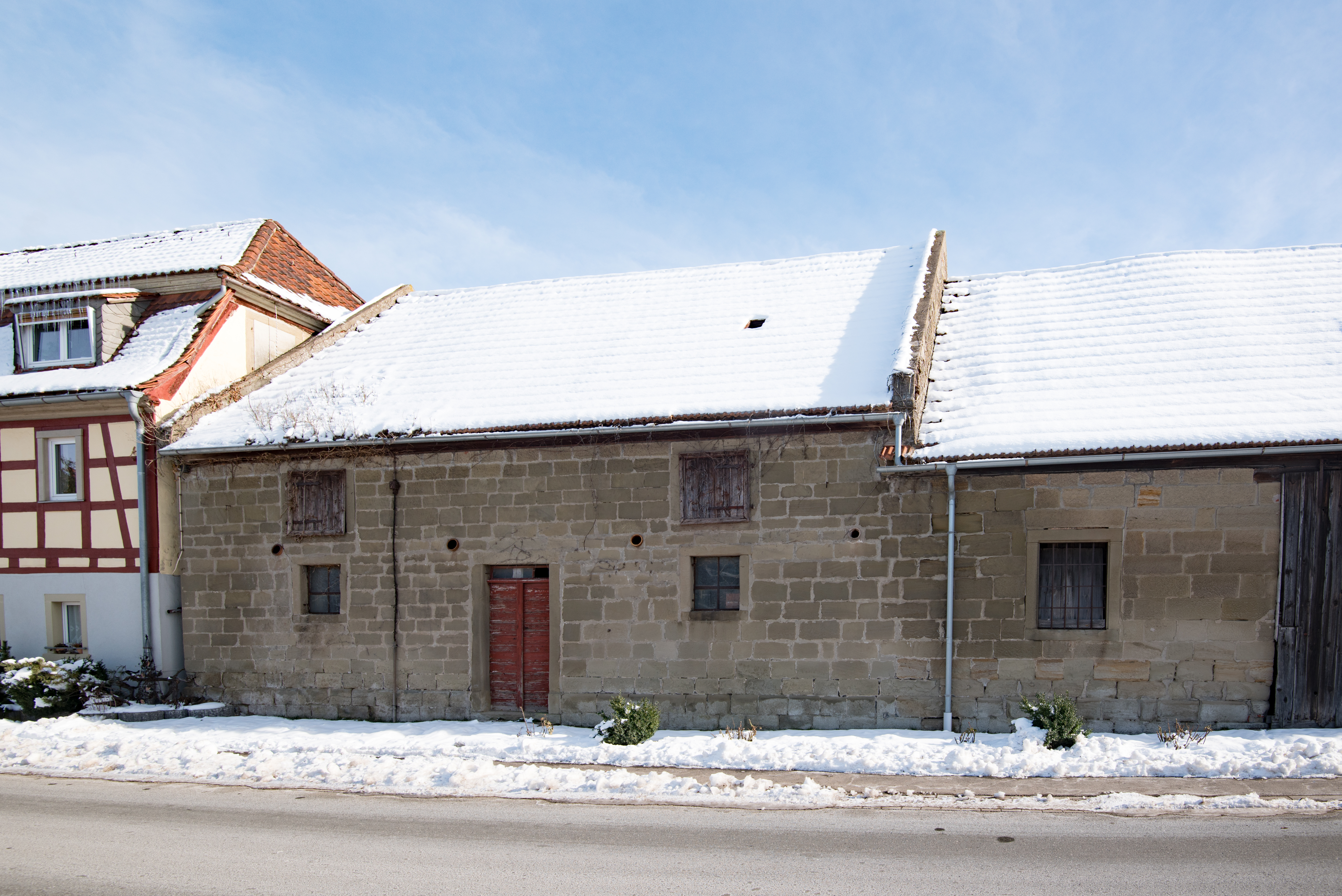
Eine der Scheunen neben dem Wohnhaus

Das Haus in der Birklinger Straße 13 präsentiert sich als zweigeschossiger Mansarddachbau. Es steht damit in einer Reihe verschiedener Repräsentationsbauten in Castell, die auf die Grafen zu Castell zurückgehen. Eine Besonderheit ist das Obergeschoss, dessen Fachwerk seit den 1950er Jahren freigelegt wurde. Neueren Datums sind ebenfalls die Dachgauben. Entlang der heutigen Bundesstraße 286 reihen sich weitere Nebengebäude auf, die Teil der Hofanlage waren, ein- und zweigeschossige Sandsteinquaderbauten mit Satteldach, die auf das 19. und 20. Jahrhundert datieren.